# روزفوران
روزفوران (به انگلیسی: Rosefuran) یک ترکیب شیمیایی با شناسه پاب‌کم ۸۴۸۲۵ است. شکل ظاهری این ترکیب، مایع بی‌رنگ است.